# Scherma ai Giochi della XXVII Olimpiade
La scherma alle Olimpiadi estive del 2000 fu rappresentata da dieci eventi.

## Eventi
| Arma     | Uomini      | Uomini    | Donne       | Donne     | Totale |
| Arma     | Individuale | A squadre | Individuale | A squadre | Totale |
| -------- | ----------- | --------- | ----------- | --------- | ------ |
| Spada    | ■           | ■         | ■           | ■         | 4      |
| Fioretto | ■           | ■         | ■           | ■         | 4      |
| Sciabola | ■           | ■         | N/D         | N/D       | 2      |
| Totale   | 3           | 3         | 2           | 2         | 10     |

## Podi

### Uomini
| Evento                          | Oro                                                                        | Argento                                                           | Bronzo                                                              |
| Spada                           |                                                                            |                                                                   |                                                                     |
| Spada individuale (dettagli)    | Pavel Kolobkov                                                             | Hugues Obry                                                       | Lee Sang-Gi                                                         |
| Spada a squadre (dettagli)      | Italia Angelo Mazzoni Paolo Milanoli Alfredo Rota Maurizio Randazzo        | Francia Jean-François Di Martino Hugues Obry Éric Srecki          | Cuba Carlos Pedroso Iván Trevejo Nelson Loyola                      |
| Fioretto                        |                                                                            |                                                                   |                                                                     |
| Fioretto individuale (dettagli) | Kim Yeong-Ho                                                               | Ralf Bißdorf                                                      | Dmitrij Ševčenko                                                    |
| Fioretto a squadre (dettagli)   | Francia Jean-Noël Ferrari Lionel Plumenail Brice Guyart Patrice Lhotellier | Cina Dong Zhaozhi Wang Haibin Ye Chong                            | Italia Salvatore Sanzo Matteo Zennaro Daniele Crosta Gabriele Magni |
| Sciabola                        |                                                                            |                                                                   |                                                                     |
| Sciabola individuale (dettagli) | Mihai Covaliu                                                              | Mathieu Gourdain                                                  | Wiradech Kothny                                                     |
| Sciabola a squadre (dettagli)   | Russia Sergej Šarikov Stanislav Pozdnjakov Aleksej Michajlovič Frosin      | Francia Mathieu Gourdain Damien Touya Julien Pillet Cédric Séguin | Germania Dennis Bauer Alexander Weber Wiradech Kothny               |

### Donne
| Evento                          | Oro                                                                      | Argento                                                                               | Bronzo                                             |
| Spada                           |                                                                          |                                                                                       |                                                    |
| Spada individuale (dettagli)    | Tímea Nagy                                                               | Gianna Hablützel-Bürki                                                                | Laura Flessel-Colovic                              |
| Spada a squadre (dettagli)      | Russia Karina Aznavurjan Tat'jana Logunova Marija Mazina Oksana Ermakova | Svizzera Gianna Hablützel-Bürki Sophie Lamon Diana Romagnoli                          | Cina Li Na Liang Qin Yang Shaoqi                   |
| Fioretto                        |                                                                          |                                                                                       |                                                    |
| Fioretto individuale (dettagli) | Valentina Vezzali                                                        | Rita König                                                                            | Giovanna Trillini                                  |
| Fioretto a squadre (dettagli)   | Italia Diana Bianchedi Giovanna Trillini Valentina Vezzali               | Polonia Sylwia Gruchała Magdalena Mroczkiewicz Anna Rybicka Barbara Szewczyk-Wolnicka | Germania Sabine Bau Rita König Monika Weber-Koszto |

## Medagliere
| Posizione | Paese         |    |    |    | Totale |
| --------- | ------------- | -- | -- | -- | ------ |
| 1         | Italia        | 3  | 0  | 2  | 5      |
| 2         | Russia        | 3  | 0  | 1  | 4      |
| 3         | Francia       | 1  | 4  | 1  | 6      |
| 4         | Corea del Sud | 1  | 0  | 1  | 2      |
| 5         | Romania       | 1  | 0  | 0  | 1      |
| 5         | Ungheria      | 1  | 0  | 0  | 1      |
| 7         | Germania      | 0  | 2  | 3  | 5      |
| 8         | Svizzera      | 0  | 2  | 0  | 2      |
| 9         | Cina          | 0  | 1  | 1  | 2      |
| 10        | Polonia       | 0  | 1  | 0  | 1      |
| 11        | Cuba          | 0  | 0  | 1  | 1      |
| Totale    | Totale        | 10 | 10 | 10 | 30     |